# 因達米羅·雷斯塔諾·迪亞斯
因達米羅·雷斯塔諾·迪亞斯（Yndamiro Restano Díaz，1948年—）是一位屢獲殊榮的古巴記者及詩人。於1995年，《南佛羅里達州太陽哨兵報》將他描述為「領導古巴政治異見記者」。

## 背景
雷斯塔諾起初擔任電台記者一職，但於1985年被解僱並被囚。
於1990年，雷斯塔諾成立了非官方政治組織「和諧運動」（Movimiento de Armonía）。此組織旨在「協助我們的國家從國家社會主義過渡至民主社會主義」。他還擔任了組織主席一職。

## 1990年逮捕
於1991年12月20日，雷斯塔諾於哈瓦那被一群歹徒帶上一輛私家車，並把他送至國家安全部總部。和諧運動成員貝雷尼斯·莫拉萊斯、豪爾赫·艾倫雅和艾雷達·蒙塔爾沃·米蘭達亦於六天後被逮捕。國際特赦組織把四人稱為「良心犯」，指出國家安全部「僅僅因他們進行和平政治活動而拘留他們」，並要求國家安全部馬上釋放四人。
雷斯塔諾的審判於1992年5月20日開始。
和諧運動成員瑪麗亞·埃萊娜·阿帕里西奧亦一同受審。兩人被控叛亂罪。檢察官指出他們在沒有得到政府的許可下，建立一個政治組織，已違犯了古巴法律。檢察官亦指出他們有意推翻政府，且已大量製作並分發反政府宣傳物料。兩人最終被判有罪，雷斯塔諾被判囚十年，而阿帕里西奧則被判囚七年。雷斯塔諾之後被送至哈瓦那省的瓜納傑伊監獄中服刑。

## 釋放及創立古巴獨立新聞局
於1995年，菲德爾·卡斯特羅到訪法國。期間，前法國總統弗朗索瓦·密特朗的妻子丹尼爾·密特朗要求卡斯特羅釋放包括雷斯塔諾在內的五名囚犯。同年6月2日，雷斯塔諾獲釋。在雷斯塔諾獲釋後，他指出自己打算繼續為古巴的“民主和人權”而戰。
於1995年9月15日，雷斯塔諾在無國界記者的支持下創立了古巴獨立新聞局。雷斯塔諾指出，在古巴獨立新聞局成立翌日，兩名來自古巴內政部的上校與他會見了逾六小時。這兩名上校期間說道：「恩蒂米羅，有人可能會殺了你。你試圖踏進的是最敏感的地域」。

## 獲頒獎項
於1994年，雷斯塔諾獲保護記者委員會頒發國際新聞自由獎。翌年，雷斯塔諾獲頒芭芭拉·戈德史密斯钢笔写作自由奖。在雷斯塔諾獲釋後，他於1996年獲世界報業協會頒發自由新聞金筆獎。